# Emblem (Selected Pieces)
Az Emblem (Selected Pieces) az Amethystium nevű norvég zenei projekt első válogatásalbuma mely 2006-ban jelent. A lemezen a „szitakötő-trilógia” albumain megjelent dalok hallhatók valamint két új szám is; az Anthemoessa és a Meadowland.

## Az album dalai
1. Ethereal – 4:28
2. Arcus – 5:06
3. Exultation – 6:24
4. Autumn Interlude – 5:53
5. Shadowlands – 5:31
6. Fable – 5:05
7. Shadow to Light – 5:55
8. Dreamdance – 4:18
9. Odyssey – 4:40
10. Ad Astra – 6:15
11. Enchantment – 6:02
12. Satori – 4:24
13. Elvensong – 5:49
14. Meadowland – 4:13
15. Anthemoessa – 5:04

## Közreműködők
- Øystein Ramfjord – zeneszerző, billentyűs
- Animus Mundi – ének
- Lee Nisbet – ének